# Hippocratic Oath (Star Trek: Deep Space Nine)
"Hippocratic Oath" és el quart episodi de la quarta temporada de la sèrie de televisió de ciència-ficció estatunidenca Star Trek: Deep Space Nine, el 76è de tota la sèrie. Originalment es van emetre en redifusió a partir del 16 d’octubre de 1995. La història va ser escrita per Nicholas J. Corea, mentre que l'episodi va ser dirigit per René Auberjonois (Odo) i la banda sonora va ser creada per Jay Chattaway.
Ambientada al segle XXIV, la sèrie segueix les aventures a Espai Profund 9, una estació espacial situada prop d'un forat de cuc estable entre els Quadrants Alfa i Gamma de la Via Làctia, prop del planeta Bajor, mentre els bajorans es recuperen d'una brutal ocupació de dècades pels imperialistes cardassians. El Quadrant Gamma acull un imperi hostil conegut com el Domini, governat pels Fundadors que canvien de forma. En aquest episodi, que explora la interacció entre l'ètica mèdica i el deure d'un soldat, el Dr. Julian Bashir i el cap Miles O'Brien són capturats per un Jem'Hadar rebel.

## Argument
Miles O'Brien (Colm Meaney) i Julian Bashir (Alexander Siddig) fan aterrar de manera forçosa el seu runabout en un planeta que acull diversos Jem'Hadar rebels. El seu líder, Goran'Agar (Scott MacDonald), els pren captius i demana a Bashir que ajudi a curar els seus homes de la seva addicció al ketracel blanc, la droga que els fa lleials als Fundadors del Domini. Goran'Agar no ha necessitat la droga des que va quedar atrapat al planeta quatre anys abans; ha conclòs que hi ha d'haver alguna substància al planeta que l'hagi curat de la seva addicció.
Bashir i O'Brien dissenyen un pla per escapar, però es descobreix l'arma improvisada d'O'Brien. Tanmateix, Bashir s'adona que Goran'Agar mostra una misericòrdia inusual, i les seves converses semblen indicar independència de pensament i caràcter. Decideix que vol ajudar Goran'Agar i els seus homes, però O'Brien està convençut que els Jem'Hadar sempre seran uns assassins brutals, independentment de si són dependents de la droga o no. Bashir finalment ordena a O'Brien que l'ajudi a desenvolupar una cura recuperant una peça d'equip del vagabund.
Al vagabund, O'Brien escapa de la seva guàrdia. Mentrestant, Bashir conclou que no hi ha res d'especial al planeta que va curar Goran'Agar de la seva addicció; per alguna casualitat biològica, mai va ser addicte. O'Brien troba Bashir, i quan Bashir es nega a marxar amb ell, O'Brien saboteja la seva feina. Goran'Agar s'hi enfronta, però la seva misericòrdia li ha fet perdre la lleialtat dels seus homes, i sense esperança de cura, descobreix que no té cap raó per matar O'Brien i Bashir. Els condueix al seu runabout i demana a O'Brien, un exsoldat, que expliqui a Bashir per què no pot abandonar els seus homes, fins i tot si el matarien si es quedés. De camí de tornada a Espai Profund 9, O'Brien intenta explicar a Bashir que tots els seus esforços estaven destinats a salvar-lo.
Mentrestant, el tinent comandant  Worf (Michael Dorn) s'aclimata a viure a DS9 i ja no és el cap de seguretat. Troba Quark tractant amb un contrabandista i, frustrat per l'aparent negativa de l'agent Odo a arrestar-los, s'hi enfronta ell mateix. Odo apareix i explica a Worf que volia que l'acord tirés endavant per poder rastrejar el contrabandista i desmantellar tota la xarxa de contraban, però la interferència de Worf ho ha fet impossible. El capità Sisko explica a Worf que la vida a Deep Space Nine té moltes zones grises a les quals caldrà acostumar-se.

## Actors convidats
- Scott MacDonald - Goran'Agar
- Stephen Davies - Arak'Taral
- Jeremy Roberts - Meso'Clan
- Marshall Teague - Temo'Zuma
- Roderick Garr - Regana Tosh

## Producció

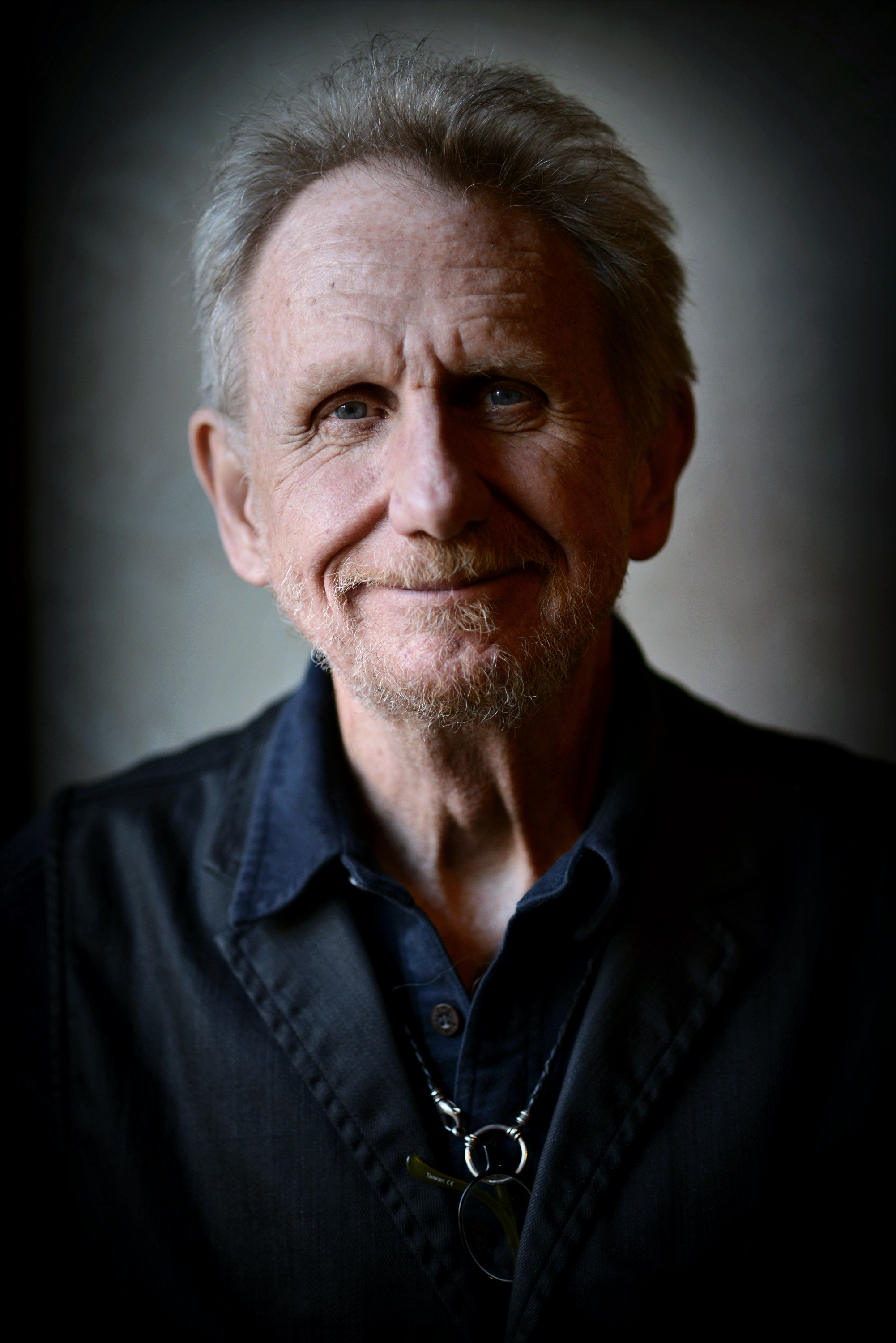
L'episodi va ser dirigit per René Auberjonois, que també va interpretar el personatge d'Odo

Lisa Klink va escriure el primer i el segon esborrany, i després Ron Moore va fer una reescriptura sense aparèixer als crèdits per polir el guió i Klink va rebre tot el crèdit d'escriptora. Klink havia fet diversos intents infructuosos de presentar històries a la sèrie, però va tenir la sort d'aconseguir una posició com a becària a l'equip de guionistes, després de la qual va presentar una altra història. Els va agradar la idea i van fer la venda, però finalment una sessió de pluja d'idees la va canviar completament i com que l'havien conegut, li van donar l'oportunitat d'escriure el guió ella mateixa. Va treballar com a escriptora a Star Trek: Voyager.

## Recepció
En una crítica del 2013 per a The A.V. Club, Zack Handlen estava content amb l'ús de Bashir i O'Brien per explorar les dificultats morals de fer el correcte en circumstàncies difícils. Diu d'aquest episodi: "Això és el que en dius una hora de tornada a l'essencial, la mena d'entrada de carn i patates..." i va sentir que la trama B amb Worf adaptant la vida a Deep Space Nine era senzilla. Tor.com la va puntuar amb 8 sobre 10.
Doux Reviews el va assenyalar per estudis de personatges de Bashir, O'Brien i Worf negociant les complexitats morals de les seves situacions, i li va donar un 5 sobre 6.

## Llançaments
El 5 d'agost de 1998, "Hippocratic Oath" es va publicar en format LaserDisc al Japó, com a part del conjunt de la 4a temporada vol.1.